# Carle Bernier-Genest
Carle Bernier-Genest là một chính khách người Canada, từng là Ủy viên Hội đồng thành phố Montreal cho phường Marie-Victorin ở quận Rosemont–La Petite-Patrie từ năm 2006 đến 2009.
Bernier-Genest lần đầu tiên tham gia cuộc bầu cử thành phố năm 2005, nhưng đã thua Pierre Bourque. Sau khi Bourque từ chức làm ủy viên hội đồng thành phố năm 2006, Bernier-Genest đã được bầu trong bầu cử kết quả vào ngày 25 tháng 9 năm 2006, nhưng sau đó đã bị Élaine Ayotte đánh bại trong bầu cử năm 2009 như là một phần của sự thay đổi toàn diện đối với đảng Vision Montréal đối lập.
Công khai đồng tính, Bernier-Genest là một tình nguyện viên tích cực trong cộng đồng giới trẻ và LGBT của Montreal, bao gồm cả là cựu chủ tịch của nhóm thanh niên LGBT Jeunesse Lambda và là thành viên hội đồng quản trị của đường dây hỗ trợ điện thoại Gai Écoute, Diễn đàn jeunesse de l'Île de Montréal và Divers/Cité. Năm 2004, anh được trao giải Jeune Bénévole - Prix Claude Masson, một giải thưởng được trao bởi chính phủ Quebec cho các tình nguyện viên trẻ xuất sắc trong tỉnh.